# Јапанска лака крстарица Јахаги (1911)
Крстарица Јахаги (јап:矢矧 防護巡洋艦) је била други од три бродова серије лаких крстарица класе Чикума, и служила је у царској јапанској морнарици. Остала два брода серије, била су Чикума и Хирадо. Јахаги је добила име по реци Јахаги, која протиче кроз префектуре Нагано, Гифу и Аичи, Јапан.

## Позадина
Пројектована убрзо након Руско-јапанског рата, крстарица Јахаги је била добар спој тешке артиљерије и депласмана са ново-развијеним Парсоновим турбинама, које су омогућавале невероватну брзину (за то време) од 27,14 kn (50,26 km/h). Међутим, проблеми са отпорношћу материјала од којих су израђени зупчаници нових машина, стварали су праву ноћну мору приликом руковања, и крстарица Јахаги је ретко кад могла да искористи пун потенцијал својих турбина.

## Служба

### Први светски рат
Јахаги је грађена у Мицубишијевом бродоградилишту у Нагасакију, и комплетирана је 27. јула 1912. године. Она учествује у Првом светском рату као део јапанског доприноса савезничким ратним напорима, у саставу Англо-јапанске алијансе. Она је 1914. године била у саставу јапанских снага, које су се налазиле у потери за немачком азијском ескадром адмирала Миксимилијана фон Шпеа. Јахаги и Хирадо су биле у саставу Друге јужне ескадре, предвођене бојним бродом Сацума, под командом контраадмирала Тацуе Мацумуре.
У периоду децембар 1914. – јануар 1915. године, лаке крстарице Чикума и Јахаги, патролирају у близини обале северног Квинсленда, Аустралија.
Дана, 7. фебруара 1917. године, јапанска морнарица је формирала Прву специјалну ескадру, у којој су се налазиле крстарице Јахаги, Цушима, Сума и Нитака, заједно са 2. флотилом разарача. Ова ескадра је базирала у Сингапуру, а била је под командом контраадмирала Козабура Огурија. Поред тога, британски адмиралштаб подноси захтев 26. марта 1917. године, да се Чикума и Хирадо упуте ка Аустралији и Новом Зеланду, како би заштитиле трговачке бродове од немачких рејдерских операција.
Крстарице Јахаги и Сума, су добиле наређење да остану у источном Индијском океану, и наставе сарадњу са британском кинеском ескадром, а Цушима и Нитака одлазе ка Маурицијусу. Од маја до октобра 1917. године, Јахаги наставља са патролом дуж источних обала Аустралије, и око Новог Зеланда. Крстарица Јахаги је била последњи јапански брод који је повучен са задатка одбране Аустралије и Новог Зеланда, и полази из базе Сингапур ка Јапану, 21. октобра 1918. године.
Посада крстарице Јахаги је захваћена грипом, током велике епидемије грипа, децембра 1918. године, те је Јахаги урегентно морала упловити у луку Манила, где остаје 46 дана, и за то време је око 300 чланова њене посаде оболело, а 48 умрло.

### Патроле и резерва
Након завршетка Првог светског рата, Јахаги је ангажована у патролирању дуж обале Русије, и пружа заштиту конвојима који превозе снабдевања за јапанске трупе у Сибиру, током јапанске Сибирске интервенције против бољшевичке црвене армије.
По завршетку Сибирске интервенције, Јахаги је углавном ангажована на патолним задацима, дуж јужних прилаза Јапану, и често је посећевала Манилу и Макао. Од 1924. године, Јахаги је уврштена у састав резервних бродова, и углавном се користи као усидрени тренажни брод.
Крстарица Јахаги је обрисана из списка флоте 1. априла 1940. године, и редизајнирана је као Hai Kan No.12 у бази Етађима (јапанска морнаричка академија), где је служила као плутајућа касарна за подморничаре, све до 1943. године. Труп брода је послат на сечење 1947. године.